# Arthur Andersen
Arthur Andersen — американская аудиторская компания, одна из крупнейших в мире в своё время (входила в «большую пятерку» аудиторских компаний). Штаб-квартира располагалась в Чикаго. Банкротство компании Enron в декабре 2001 года привело к уголовному расследованию в отношении Arthur Andersen. Решением суда компании было запрещено проводить аудит финансовых отчетов компаний, зарегистрированных в Комиссии по ценным бумагам и рынкам, и компания перестала существовать.

## История
Компания была основана в 1913 году — Артур Андерсен и его партнер Кларенс Делани приобрели небольшую компанию «The Audit Company of Illinois». Новая компания стала называться «Andersen, Delaney & Co.», а с 1918 года — «Arthur Andersen & Co». В течение последующих почти 90 лет бизнес фирмы шел успешно — Arthur Andersen вошла сначала в «большую восьмерку», в «большую шестерку», а под конец своей деятельности — в «большую пятерку» аудиторских компаний. К 2002 году компания имела $9,3 млрд годового дохода и присутствовала в 84 странах. Клиентами компании по аудиту были 2,4 тысяч компаний из числа зарегистрированных американской Комиссией по ценным бумагам и биржам. Репутация и надежность аудиторских отчетов Arthur Andersen считались безукоризненными.

### «Дело Enron»
Банкротство компании Enron, произошедшее в итоге крупного скандала, получившего название «Дело Enron», стало одним из крупнейших в мировой истории. Основным обвинением, выдвигавшимся против Enron, была фальсификация отчётности, вводившая в заблуждение инвесторов. В ходе разгоравшегося скандала покончил с собой вице-президент компании Клиффорд Бакстер.
Было вскрыто использование различных финансовых и офшорных схем. Для проведения аферы было создано много юридических лиц, которые располагались преимущественно в офшорных зонах. По одному юридическому адресу (Джорджтаун, а/я 1350) на Каймановых островах были зарегистрированы 692 дочерние компании. Несмотря на сложность схем, принцип их действия был прост: с одной стороны, операции с электроэнергией, проводимые через дочерние компании, увеличивали себестоимость и продажную цену электричества, с другой стороны, на офшоры оформлялись долги корпорации, которые руководство не хотело афишировать. Таким образом, афера Enron заключалась не в сокрытии доходов, а в сокрытии убытков.
Одним из итогов «Дела Enron» стало принятие американскими законодателями Закона Сарбейнза — Оксли, ужесточившего требования к финансовой отчётности, а также распад аудиторской компании Arthur Andersen, до этого входившей в «большую пятёрку» аудиторских компаний мира.

### Распад
Комиссия по ценным бумагам и биржам кроме расследования «дела Enron» стала проверять отчетность других клиентов Arthur Andersen. Впоследствии банкротами признали себя клиенты компании Arthur Andersen — WorldCom, Qwest Communications, Global Crossing.
Руководство Arthur Andersen пыталось спасти компанию — глава фирмы Джозеф Берардино уверял в январе 2001 года, что «мы выживем, клиенты знают нас и не отвернутся от нас», «мы уверены в том, что фирма преодолеет кризис и клиенты не покинут её». Однако клиенты начали массово переходить к другим аудиторам. В результате к июню 2002 года, когда суд вынес решение запретить Arthur Andersen проводить аудит финансовых отчетов компаний, зарегистрированных в Комиссии по ценным бумагам и рынкам, компания уже по сути перестала существовать.